# Бутон, Элоиз
Элоиз Бутон (фр. Éloïse Bouton; род. 1983) — французская феминистка и независимая журналистка. Бывшая активистка движения Femen.

## Биография
Родилась в 1983 году.

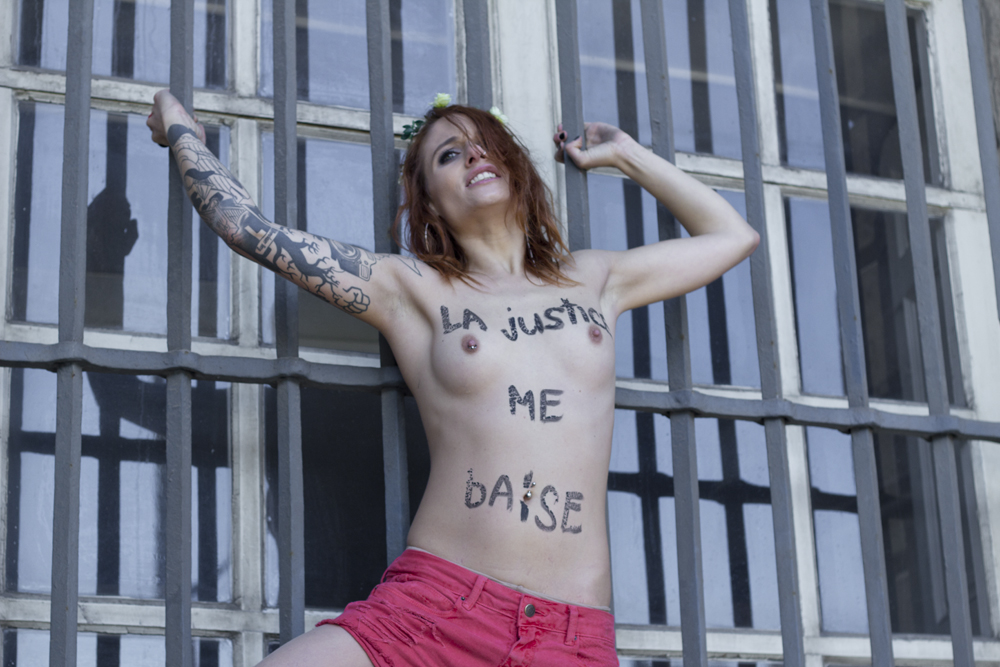
Элоиз Бутон во время акции Femen у здания Министерства юстиции Франции 15 октября 2012 года

Писала для журналов Causette, Les Inrockuptibles, Le Plus de L'Obs, Le Parisien Magazine, Glamour, Brain Magazine.
Принимала участие в акциях движения Femen в Париже. В феврале 2014 года покинула движение Femen. Написала книгу Confession d'une ex-Femen («Исповедь бывшей активистки Femen»), опубликованную в 2015 году.
В августе 2015 года основала издание Madame Rap, посвящённое женщинам в хип-хопе. 
25 ноября 2015 года выпустила музыкальный альбом Contre Coups, над которым работало 12 художников, музыкантов, певцов и композиторов, которые выступают против насилия в отношении женщин. Вся полученная прибыль передана организации Institut Women Safe, созданной в январе 2014 года в Сен-Жермен-ан-Ле, которая принимает, сопровождает и лечит женщин, ставших жертвами всех форм насилия, со всего мира.
Живёт в Баньоле.

## Дело о «публичном обнажении половых органов»
24 февраля 2010 года сенат Испании одобрил новый закон о сексуальном и репродуктивном здоровье, который снимает ограничения на доступ женщин к аборту. В течение первых 14 недель беременности женщина может принять свободное и осознанное решение о прерывании беременности без вмешательства третьих лиц. Аборт разрешался и в более поздние сроки по медицинским показателям.
На парламентских выборах в Испании 2011 года выиграла оппозиционная правая Народная партия во главе с Мариано Рахоем. 25 января 2012 года министр юстиции Альберто Руис-Гальярдон, выступая перед Комиссией по вопросам юстиции Конгресса депутатов, предложил отменить либерализацию абортного законодательства.
20 декабря 2013 года, накануне католического Рождества Элоиз Бутон, будучи активисткой движения Femen, устроила «перформанс» в Церкви Мадлен в VIII округе Парижа. Акция была направлена против позиции представителей Католической церкви, выступающих за ограничение абортов в Испании. Элоиз Бутон с обнажённой грудью взобралась на алтарь. На спине женщины была надпись Christmas is canceled («Рождество отменяется»), а на груди — 344e salope («344-я шлюха» — отсылка к манифесту 1971 года, известному как «Манифест 343 шлюх», с требованием декриминализировать аборты во Франции). Элоиз Бутон разбросала вокруг куски говяжьей печени, символизирующие аборт младенца Иисуса. Её перформанс был недолгим, и она покинула церковь по просьбе хормейстера. Протест получил освещение в СМИ, присутствовало около десяти журналистов.
Приходской священник подал заявление о возбуждении уголовного дела. Элоиз Бутон обвинили в публичном обнажении половых органов (exhibition sexuelle) по статье 222-32 УК. На суде Элоиз Бутон признала свою вину, заявив, что её обнажение в церкви было «политическим поступком». 17 декабря 2014 года Парижский уголовный суд признал Элоиз Бутон виновной и приговорил к одному месяцу лишения свободы условно, выплате 2000 евро приходу в качестве компенсации морального вреда, а также выплате 1500 евро судебных издержек.
Парижский апелляционный суд поддержал это решение. Элоиз Бутон подала апелляцию. Кассационный суд отклонил её обжалование.
31 мая 2019 года Элоиз Бутон подала обжалование в Европейский суд по правам человека.
13 октября 2022 года Европейский суд по правам человека признал Францию виновной в нарушении статьи 10 Конвенции о защите прав человека и основных свобод о свободе выражения мнения:
Суд начал с повторения того, что вынесение приговора к тюремному заключению за преступление в области политической речи было бы совместимо со свободой слова, гарантированной статьей 10 Конвенции только в исключительных случаях, как, например, в случае разжигания ненависти или подстрекательства к насилию. Единственной целью заявителя, которую не обвиняли в оскорблении или ненависти, было способствовать общественной дискуссии о правах женщин. Суд установил, что уголовная санкция, наложенная на неё за половое преступление, была не стремлением наказать посягательство на свободу совести или религии, а то, что она оголила грудь в общественном месте.
Суд постановил, что Франция должна выплатить Элоиз Бутон 2000 евро в качестве компенсации морального вреда и 7800 евро в качестве судебных издержек.